# Margaret Fishback
Margaret Fishback, tras su matrimonio Margaret Fishback Antolini (Washington, 10 de marzo de 1900 - Camden, 25 de septiembre de 1985), fue una poeta, escritora y redactora publicitaria estadounidense desde finales de la década de 1920 hasta la década de 1960.

## Biografía
Fishback se graduó en la Goucher College en Baltimore antes de pasar a formar parte de la cadena de tiendas Macy's como redactora publicitaria en 1926. Durante la década de 1930 era conocida por ser la redactora publicitaria mejor pagada del mundo. Su obra fue publicada en The New Yorker, New York Herald Tribune y en varias conocidas revistas femeninas.
Según se recoge en los documentos que componen la colección del Centro de Ventas, Publicidad y Marketing de Duke's Hartman, "Fishback contribuyó a campañas publicitarias para Arrow Shirts, Borden's, Chef Boy-Ar-Dee, Clairol, DuPont, Gimbels, The Great Atlantic & Pacific Tea Company (A&P), Hanes Hosiery, Martex, Norsk, Pabst Blue Ribbon, Seagram's, Simmons Beautyrest y Wrigley, entre otros".
Estuvo casada con Alberto Gastone Antolini, el jefe de compras de alfombras de Macy's, de 1935 a 1956, y tuvieron un hijo en común. Fishback murió en Camden, Maine, a la edad de 85 años.

## Obra
Una extensa selección de la poesía de Fishback fue publicada, además de en prensa, en varios libros como I Feel Better Now,  Look Who's a Mother, Time for a Quick One, Out of My Head y I Take It Back. Fishback también publicó varios libros infantiles. Colaboró con la artista Hilary Knight para producir A Child's Book of Natural History (Estados Unidos: Platt & Monk, 1969), una revisión y extensión de A Child's Primer of Natural History de Oliver Herford.   
Fishback escribió también un libro de etiqueta, Conducta segura: cuándo comportarse, y por qué, y una guía humorística sobre la paternidad con el título ¡Mira quién es madre! Un libro sobre bebés para padres y madres actuales y futuros y otros.  